# معاذ العويدان
معاذ محمد العويدان لاعب كرة قدم سعودي ، يلعب في نادي الشرق.

## مسيرة اللاعب
لعب سابقاً في نادي الشرق ونادي الدرعية.